# Frische
Frische (entweder aus indogermanisch *preska, ungesalzen, ungesäuert, fade; oder aus lateinisch priscus dem Ursprung nah) bezeichnet den als ursprünglich wahrgenommenen Zustand einer bestimmten für den Genuss vorgesehenen Sache, die einem Veränderungsprozess (Alterung, Verderb) unterworfen ist.
Das Gegenteil von frisch ist „gealtert“, „abgestanden“, „hergebracht“.

## Lebensmittel

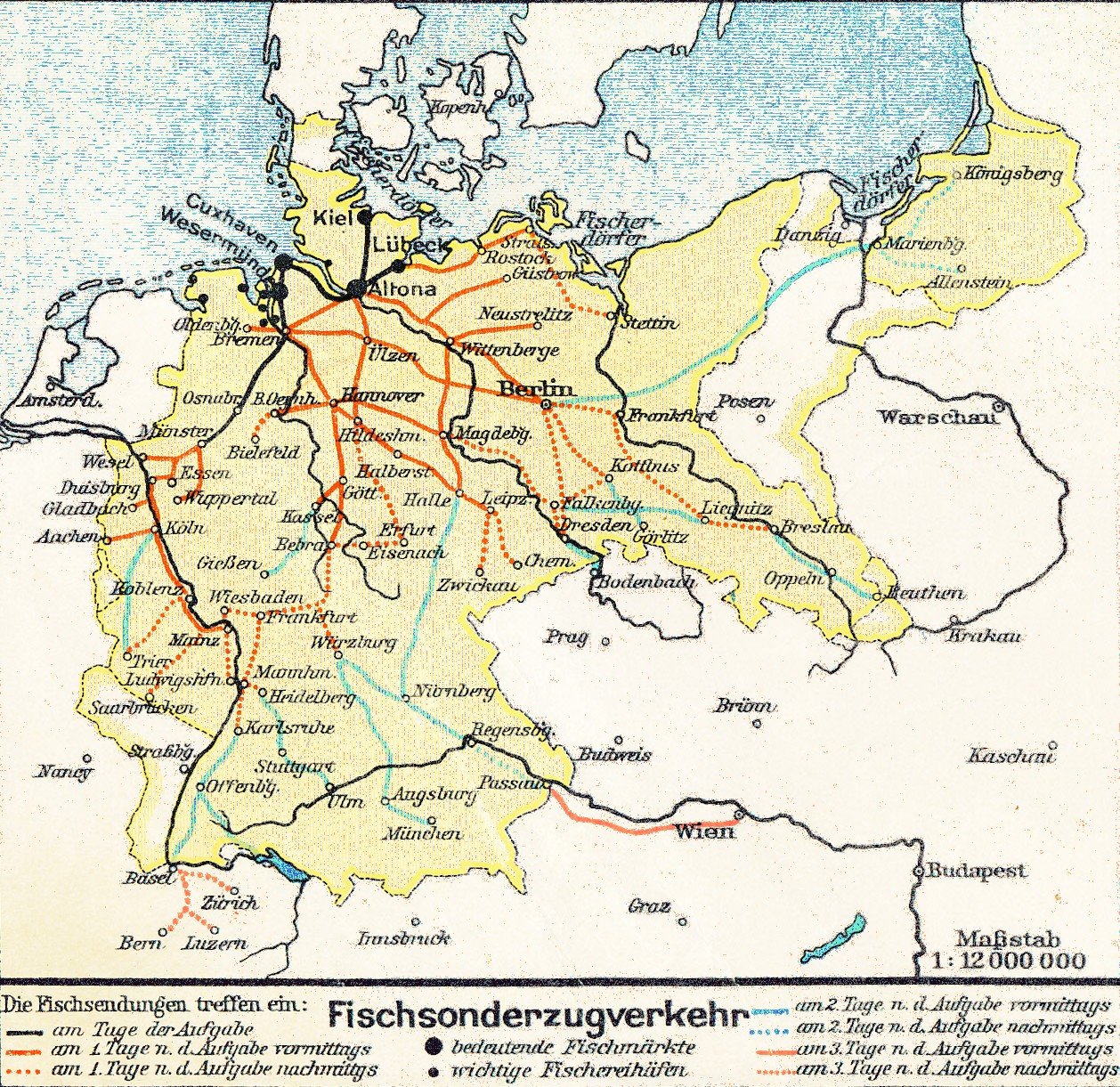
„Fischsonderzugverkehr“: Schnelle Verkehrsverbindungen als Voraussetzung für Frischfisch (Karte um 1930).

Für die Ernährung gelten als frisch rohe Erzeugnisse mit kurzer Lagerzeit: Dabei unterscheidet man erntefrische Nahrungsmittel wie Frischobst, Gemüse, Frischfisch oder schlachtfrisches Fleisch, verarbeitete Produkte (wie ofenfrisches Brot), oder Produkte, die biologisch gereift sind (Frischkäse oder Frischbier, d. h. „frisch vom Fass“).
Indes können z. B. Äpfel, welche über 1 Jahr in einem CA-Lager gelagert und mit 1-Methylcyclopropen begast wurden, immer noch als frisch angepriesen werden.
Frische Nahrungsmittel werden in optischer, geschmacklicher wie gesundheitsfördernder Hinsicht als besonders positiv wahrgenommen. Daher ist man bestrebt, die Frische zeitlich zu verlängern. Zur Erhaltung der Frische dienen unterschiedliche Frischhaltemittel, Frischhaltedosen, Frischhaltefolien, Kühlung, Begasung usw.
Frische weisen auch Blumen und andere Pflanzen auf, die noch nicht welk sind.
Frisch wird kulturell vielfach mit der Farbe Grün assoziiert. Für die Nahrungsmittelindustrie und Floristik ist Frische ein hochbeliebtes Werbeargument.

## Weitere Bedeutungen
Im weiteren Sinn schreibt man „Frische“ bestimmten Dingen zu, die gerade in Erscheinung getreten sind (etwas frisch Geöffnetes, frische Spuren, frische Wunde) oder deren erwarteter Endzustand noch nicht erreicht ist (Frischbeton). Dies gilt auch für der Erfrischung dienliche Substanzen wie frische Luft oder frisches Wasser.
Im übertragenen Sinn lobt man die „Frische“ von jemandem oder etwas, das neu, unverbraucht oder jugendlich ist. Darüber hinaus umreißt „Frische“ ein wohlgelauntes oder gar ungestümes Wesen. Redensartlich wird in diesen Zusammenhängen von „frischem Wind“ gesprochen.
Auch Einzelbestimmungen heften sich an diese Konnotation der „Frische“:
- in der Tierzucht (auch allgemein metaphorisch) „frisches Blut“
- bei Büchern „druckfrisch“ (= direkt vom Verlag)
- bei Briefmarken „postfrisch“ (= ungestempelt)
- im Tonstudio ein bisher unbespieltes Band (Frischband)

In der Bodenkunde hingegen ist „frisch“ eine Abstufung der Bodenfeuchte zwischen den Stufen „trocken“ und „feucht“. Ein „frischer Boden“ bezeichnet also eine leichte permanente Feuchtigkeit im Boden.